# バーナード・ヴェルドコート
バーナード・ヴェルドコート（Bernard Verdcourt、1925年1月20日 - 2011年10月25日）はイギリスの生物学者、分類学者である。キュー・ガーデン（王立植物園）で働いた。

## 略歴
ベッドフォードシャーのルートンにベルギー人の帽子職人を祖父に持つ家に生まれた。地元のアマチュア植物学者の影響を受けて植物学や昆虫学に興味を持った。高校を卒業した後、第二次世界大戦で召集を受けてレディング大学でレーダー技術者として訓練を受けた。終戦後、電子工学、物理学、化学の学位を得た。1948年から東アフリカ農業・林業研究機構に入所し、キュー・ガーデンで訓練を受けた後、現在のタンザニアに赴任し、その後ケニアのナイロビの標本館で15年間、働いた。1964年からキューガーデンで働いた。東アフリカの植物の研究でも知られるが、アフリカの陸上軟体動物、昆虫の分野にも貢献をしている。
1000以上の著作の中には以下の著作が含まれる。
- Verdcourt, B. (1951–1957). Notes on the snails of north-east Tanganyika Territory. [Eight parts]
- Verdcourt, B. et al. (1956–1995). Flora of Tropical East Africa. Kew Bulletin and other publications. [71の科を執筆]
- Verdcourt, B. et al. (2001–2005). Flora of Tropical East Africa. Rotterdam: Balkema. [12の科を執筆]

2000年にロンドン・リンネ協会からリンネ・メダルを受賞した。